# Hà Lương
Hà Lương là một xã thuộc huyện Hạ Hòa, tỉnh Phú Thọ, Việt Nam.
Xã Hà Lương có diện tích 10,63 km², dân số năm 1999 là 2684 người, mật độ dân số đạt 252 người/km².